# Glenea siamensis
Glenea siamensis là một loài bọ cánh cứng trong họ Cerambycidae.